# 短柱侧金盏花
短柱侧金盏花（学名：Adonis brevistyla）为毛茛科侧金盏花属下的一个种。分布在中国西藏南部、云南西部和西北部、四川南部。

## 扩展阅读
- 短柱侧金盏花图鉴[]